# David John Pleasance
David John Pleasance (viselt nevén: David Pleasance; szül: 1948. december) brit értékesítési és marketingmenedzser, zenész, író, aki a Commodore International brit leányvállalatának (Commodore UK) az utolsó ügyvezető igazgatójaként vált ismertté.

## Tanulmányai
David Pleasance a norfolk megyei Gorleston Oriel (ma: Ormiston) nevű középiskoláját végezte el, ezen kívül - saját bevallása szerint - az Élet Iskolájának padjait koptatta.

## Zenészi, mecénási tevékenysége
A középiskola után profi zenészként kereste a kenyerét. Már befutott üzletemberként vissza-visszatért a zenéhez, főként élőzenét akusztikus hangszereken előadókat támogatva. Ingyenes fellépéseket szervez nekik, ahol megismertethetik magukat a közönséggel, továbbá maga is részt vesz jótékonysági élőzenei eseményeken, máig aktívan zenél. Két fia szintén zenészek, akik saját zenekarukban játszanak és énekelnek.
1995-ben, az Amiga tízéves jubileuma alkalmából kiadott egy zenei albumot "Everybody’s Girlfriend" címmel, mely 14 élőzenei számot tartalmaz. Az anyagot profi stúdióban vették fel és egy Amiga 4000 segítségével végezték el az utómunkálatokat. Az album újrakiadása ingyenesen letölthető a szerző honlapjáról.

## Szakmai tevékenységei

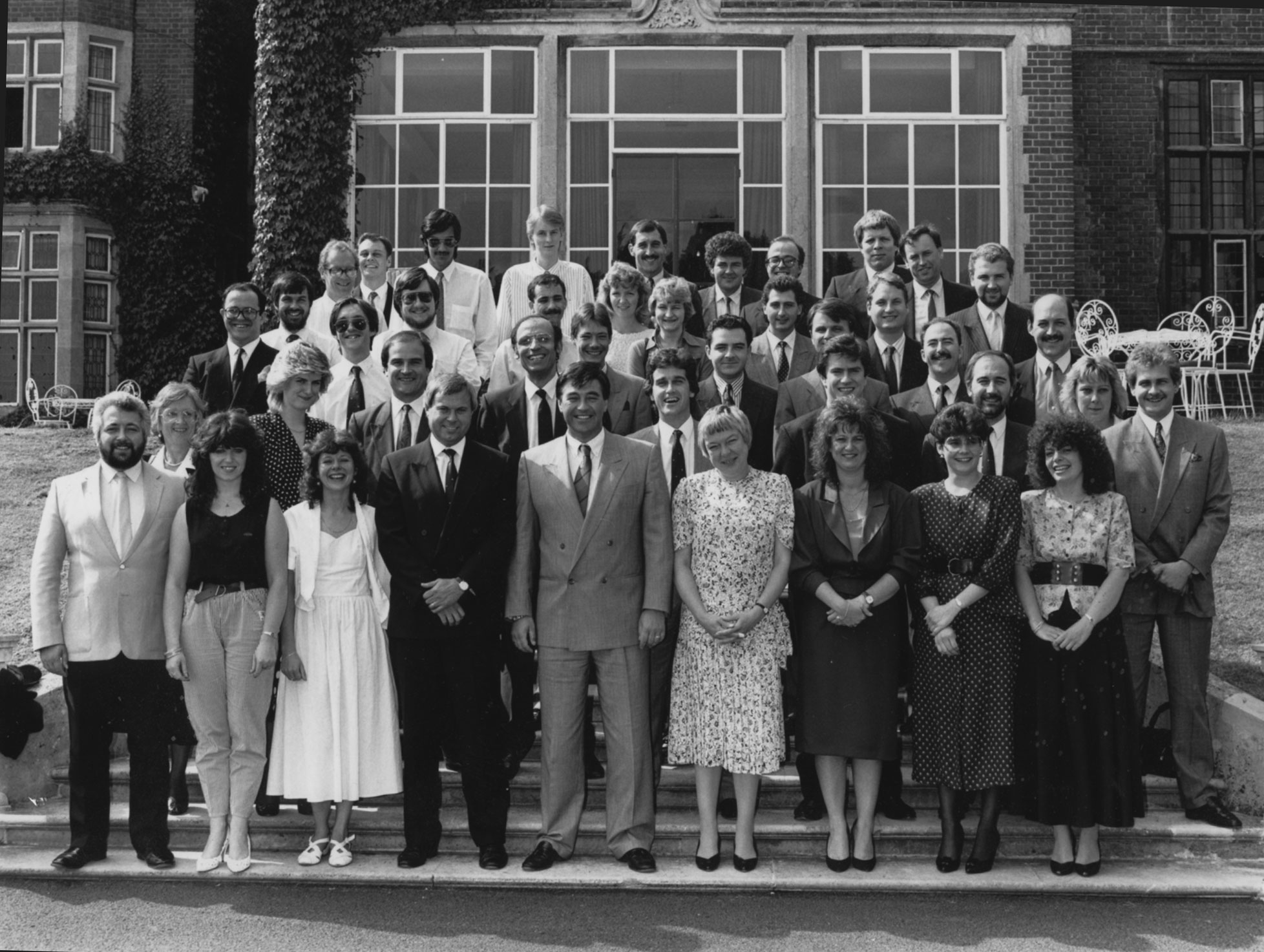
Pleasance (bal alsó sarokban) a kollégáival 1989/90 táján

### Commodore Business Machines
A Commodore-nál 1983-ban kezdett dolgozni, mint értékesítő és összesen 12 évet töltött el a vállalatcsoport különböző cégeinél.
1990-ben kinevezték a bázeli székhelyű Commodore Electronics Ltd. ügyvezetőjévé, ahol két éven keresztül dolgozott és a felelősségi körébe tartozott minden olyan országgal kapcsolatos tevékenység, melyben nem működött az anyacégnek leányvállalata (pl. Közel-Kelet, Afrika, Európában: Finnország, Görögország; későbbiekben: India, Lengyelország). Ebben az időszakban Pleasance Svájcban is élt.
1992-ben alelnöki megbízatást kapott és egy évig a pennsylvaniai West Chesterben élt. Fő feladatköre az amerikai kereskedői kapcsolatrendszer újraépítése volt a legnagyobb viszonteladókkal (pl. Sears, Best Buys stb.).
1993 januárjától David Pleasance volt a Commodore Business Machines UK Ltd. ügyvezetője. Itt stabilizálta a leányvállalat működését, levezényelte az Amiga CD32 videójáték-konzol bevezetését, majd az anyavállalat 1994 tavaszi csődje után további 16 hónapig működtette eredményesen a leánycéget, a többi - rosszabb helyzetben lévő - leányvállalattól felvásárolt készleteket folyamatosan értékesítették, végül aktív szerepet vállalt pénzügyi források felkutatásával és a továbbműködést célzó üzleti ajánlat tételével az anyavállalat felszámolásában is. A Commodore UK képviseletében tett ajánlatuk végül alulmaradt a nyertes Escoméval szemben.

### Friend Software Labs
Nyolc éven keresztül, 2015 augusztusától 2023 szeptemberéig dolgozott együtt a norvég alapítású "Friend Software Corporation AS", más néven "Friend Software Labs" céggel, illetve azok alapítóival (Arne Blix és Hogne Titlestadt). FriendUP (FriendOS) nevű operációs rendszerük, illetve szoftver-platformjuk nemzetközi értékesítése és marketingfeladati tartoztak feladatkörébe. 2020-tól kezdődően teljes állásban, üzleti stratégiai alelnökként tevékenykedett.

## Könyvkiadás
2021-től kezdődően működteti saját könyvértékesítői oldalát (cbmamiga.com), melyen a Commodore vállalat történetét, bennfentes háttérinformációit, illetve terméke, az Amiga modellcsaládot érintő kiadányait terjeszti. Eddig megjelent könyvei:
- Commodore: The inside story (saját szerzőség)
- From Vultures to Vampires I. és II. kötet (Trevor Dickinsonnal közös szerzőség)